# Monika Hausammann
Monika Hausammann (Bern, 1974) is een Zwitsers auteur van thrillers. Haar thriller "Ares: No Case for Carl Brun" kreeg meer persaandacht in Europa.

## Biografie
Monika Hausammann groeide op in het kanton Bern in Zwitserland en ging naar het gymnasium. Haar vader, Peter Hausammann, was CEO van Espace Media Groupe.
Ze studeerde bedrijfskunde aan een Franse universiteit. Er volgden 10 jaar in de privésector.
In 2016 schreef ze haar eerste boek, de thriller The Minister: No Case for Carl Brun. Daarna volgden het boek Der Fonds in 2017 en de roman Das Attentat in 2019. Haar laatste thriller, Ares, verscheen in oktober 2020: No case for Carl Brun, een politieke thriller over de Zwitserse geheime dienst. Het boek werd besproken en geprezen in verschillende kranten, waaronder de "Weltwoche" en de "Berner Zeitung". Het Duitse Toptijdschrift nam het op in zijn 6 leestips voor de zomer.
Tegenwoordig woont Hausammann in afzondering op een landgoed aan de Franse Atlantische kust en schrijft naast haar romans een maandelijkse column voor de liberale auteurs en debattijdschrift Swiss Month. In het juli/augustus nummer van de Zwitserse maand was de auteur het titelonderwerp van het tijdschrift.